# Alain Caron
Pour les articles homonymes, voir Caron et Alain Caron (homonymie).
Ne doit pas être confondu avec Alain Carron.
Alain Caron (né le 5 mai 1955), est un musicien de jazz québécois. Il se spécialise dans le style jazz-fusion, comme bassiste électrique (4, 5 puis 6 cordes, aussi bien frettées que fretless) et comme compositeur. Il a formé le groupe UZEB avec le guitariste Michel Cusson, le batteur Paul Brochu et leur premier claviériste Stéphane Montanaro.

## Biographie
Né à Saint-Éloi, Québec, il est le dernier d'une famille de 11 enfants. À l’âge de 11 ans, il s'intéresse beaucoup à la musique, surtout au jazz. Au début des années 1970, il se rend à Montréal, où il travaille comme bassiste dans les studios et dans les clubs de jazz.
En partie autodidacte, il suit une formation par correspondance de Charlie Banacos. Il participe également à une session d'été de la prestigieuse Berklee College of Music. À Boston, il joue dans les clubs de la région avec des musiciens, tels David Kikoski, Tom Harrell, Sal Nistico, Frank Tiberi, Jerry Bergonzi et Bob Moses.
En 1977, il rencontre Michel Cusson, et, au début des années 1980, il devient un des membres fondateurs du groupe de jazz-fusion québécois Euzebe Jazz (devenu plus tard UZEB) avec Michel Cusson Jean St-Jacques et Paul Brochu. UZEB fut reconnu par le magazine de jazz Down Beat comme étant le meilleur groupe jazz électrique de la décennie et a reçu plusieurs prix. Après la séparation d'Uzeb, Alain collabore avec plusieurs artistes d'ici, notamment Céline Dion pour sa chanson Tellement j'ai d'amour pour toi en 1982. Puis en 1992, il est sur le disque Ami ou ennemi de Maurane et She says move on de Carole Laure la même année. En 1993, il est de la liste des musiciens sur l'album Détournement majeur de Diane Dufresne. Il est aussi sur deux albums de Lynda Lemay, soit Du coq à l'âme en 2000 et Ma signature en 2006. Il a aussi joué avec Jean-Marie Ecay et Didier Lockwood sur l'album Caron-Ecay-Lockwood réalisé en 2001 et a joué sur l'album Basse Contre Basse avec le contrebassiste Michel Donato, aussi présents sur ce disque l'ex-Uzeb Paul Brochu à la batterie et le batteur percussionniste Don Alias. Paul Brochu fait d'ailleurs partie du groupe d'Alain Caron en solo, appelé tout simplement Le Band, auquel collaborent aussi divers musiciens, selon les albums. Outre son travail avec Uzeb ainsi qu'auprès de Didier Lockwood et Jean-Marie Ecay puis de Michel Donato, Alain a aussi joué sur des albums d'autres artistes de jazz, tels que Leni Stern, Alain Lefebvre, Yves Nadeau et Frank Gambale entre autres. Ce qui porte le total d'albums sur lesquels il a collaboré à 27, en incluant ceux avec Michel Donato et Ecay/Lockwood.
En 1992, il réalise et publie le premier de ses sept albums solo : Le Band. Puis il se lance rapidement en tournée aux États-Unis, en Europe et au Canada avec le Mike Stern Trio, et subséquemment avec le Leni Stern Band aux États-Unis, en Allemagne et en France.
Il fut invité à plusieurs reprises à donner ses master classes dans plusieurs villes comme Montréal, Toronto, Boston, Los Angeles, Paris, Tokyo, Londres, Rome, Amsterdam, Genève et Francfort.

## Style
Ayant débuté sur basse électrique conventionnelle, Alain Caron a déclaré avoir vécu un véritable traumatisme lors de sa découverte de l'œuvre de Jaco Pastorius. De peur d'une influence trop directe, il cherche alors à développer son propre style.
Cette recherche l'amène dans un premier temps à se concentrer sur la contrebasse, instrument qui lui permet de développer une très grande technicité dans un répertoire centré sur le genre bebop. Parallèlement, et suivant en cela la dynamique stylistique d'UZEB, il focalise son jeu de basse électrique sur la virtuosité et la technologie, jouant sur des basses à 6 cordes, aussi bien frettées que fretless. Le luthier Georges Furlanetto a développé un modèle de basse fretless semi-acoustique qui porte le nom d'Alain Caron.
Sur basses frettées, il développe une approche particulière du slap, donnant à cette technique de jeu un véritable contenu mélodique, et non plus seulement rythmique. Mais c'est peut-être sur basses fretless que son influence est aujourd'hui la plus palpable sur la scène jazz-fusion contemporaine.
Mis en valeur par ses propres compositions, son jeu révèle à la fois une grande sobriété d'effets et un lyrisme prononcé, la justesse n'étant jamais prise en défaut. Ces éléments lui confèrent un son immédiatement reconnaissable par les amateurs de jazz-fusion.
Au XXIe siècle, il est considéré comme l'un des plus grands bassistes actuels.

## Discographie

### Solo
- Albums studio : 
- 1993 : Le Band
- 1995 : Rhythm 'n Jazz
- 1997 : Play - Avec Le Band - (La revue Bass Player qualifie l’album comme l’un des dix meilleurs albums de basse de la décennie.)
- 2000 : Call Me Al - Avec Jorane, Tiger Okoshi, Otmaro Ruíz et Le Band : Paul Brochu, Marco Luciani et François D'Amours.
- 2003 : 5 - (D'après AllAboutJazz.com, l'album est «…une fouille dans l’univers de l’électronique alors qu’il incorpore les loops, ambiances et textures atmosphériques… »)
- 2007 : Conversations - Album de duos avec les pianistes Lorraine Desmarais, François Bourassa, Oliver Jones, Otmaro Ruíz, Pierre Perreault et l'ex-Uzeb Jean St-Jacques au vibraphone, une opportunité qui nous amène aux sources du jazz et aux expérimentations de la basse acoustique MF.
- 2010 : Sep7entrion
- 2013 : Multiples Faces

- Albums live :
- 2006 : Live au Cabaret de Montréal
- 2015 : En Concert

- Compilation : 
- 2008 : Jazz Rock Cuts

### Avec Michel Donato
- 1992 : Basse Contre Basse Alain Caron et Michel Donato - Avec Paul Brochu et Don Alias à la batterie.

### Avec Eckay/Lockwood
- 1992 : Caron-Eckay-Lockwood - Alain Caron avec Jean-Marie Ecay à la guitare et Didier Lockwood au violon.

### Collaborations
- 1980 : Diane Tell : En Flèche
- 1982 : Jean Robitaille : Transparence
- 1982 : Céline Dion : Tellement j'ai d'amour...
- 1983 : Mario Pelchat : Tu m'as fait mal
- 1991 : Maurane : Ami ou ennemi - Avec Michel Cusson et Paul Brochu sur Tu es parti
- 1991 : Carole Laure : She Says Move On - Avec Paul Brochu sur Butterfly (Perds ton temps)
- 1991 : Sari Dajani : Sari Dajani
- 1992 : Leni Stern : Ten Songs - Avec, entre autres, Don Alias
- 1992 : Jean-Pierre Zanella : Camino
- 1993 : Leni Stern : Like One
- 1993 : Diane Dufresne : Détournement majeur - Avec Paul Brochu sur trois chansons
- 1993 : Toyo : Symbiose
- 1996 : Hilario Duràn : Francisco’s Song
- 1996 : Oyate : Soul Jazz
- 1998 : Jay-Tee :Jay-Tee
- 2000 : Lynda Lemay : Du coq à l'âme
- 2002 : Alain Lefebvre : Carnet De Notes
- 2002 : Levon Ichkhanian : Travels
- 2002 : Yves Nadeau : Expression Tableaux
- 2004 : Harald Weinkum : A Bass Bolero
- 2004 : JD Project : Tangled Web
- 2006 : Frank Gambale : Natural High
- 2006 : Lynda Lemay : Ma signature
- 2009 : Frank Gambale : Natural Selection
- 2009 : Sébastien Charlier : Precious Time
- 2015 : Carmelo Medina : Buèna Ocasion

## Hommages
En 2007, Alain Caron reçoit un doctorat honorifique de l'Université du Québec à Rimouski.
Le 12 avril 2011, l'École de musique de Rivière-du-Loup (région d'origine de Caron) est devenue l'École de musique Alain Caron (EMAC).
Le 5 juillet 2018, il est décoré de l'Ordre du Canada pour sa contribution au monde du jazz-fusion contemporain. Il s'agit de l'une des distinctions honorifiques civiles les plus prestigieuses au pays.

### Site Web Officiel
- (it) « Alain Caron - Bassist, Composer, Arranger, Band Leader », sur alaincaronofficial.com via Internet Archive (consulté le 13 décembre 2023)